# Luca Schwarzbauer
Luca Schwarzbauer, né le 23 octobre 1996, est un coureur cycliste allemand, spécialiste du cross-country VTT.

## Biographie
En 2014, chez les juniors (moins de 19 ans), Schwarzbauer devient champion d'Allemagne de cross-country et remporte la médaille de bronze aux championnats du monde et la médaille d'argent aux championnats d'Europe de la catégorie.
Après être passé chez les espoirs (moins de 23 ans), Schwarzbauer participe régulièrement à la Coupe du monde et aux championnats internationaux, mais n'est pas en mesure de répéter ses succès obtenus avec les juniors. Avec les élites, il fait partie des meilleurs vététistes allemands, mais il échoue à se qualifier pour les Jeux olympiques d'été de Tokyo organisés en juillet et août 2021. Un mois plus tard, aux championnats du monde, il décroche la médaille de bronze avec le relais mixte allemand. Il termine les deux dernières manches de la Coupe du monde dans le top 10, réalisant ses meilleurs résultats sur le circuit. Après avoir remporté la médaille d'argent en 2020, il devient Champion d'Allemagne de cross-country marathon pour la première fois en octobre 2021.
Il change d'équipe pour la saison 2022 en rejoignant Canyon CLLCTV. En avril de la même année, il remporte sa première course en « hors catégorie » sur la distance olympique lors du Bike the Rock, un festival de VTT à Heubach. En ami, lors de la manche de Coupe du monde à domicile à Albstadt, il se classe quatrième du Cross-country short track. Une semaine plus tard, il remporte la manche de short track à Nové Město, faisant de lui le deuxième Allemand à remporter une Coupe du monde de cross-country après Mike Kluge en 1993.

## Palmarès en VTT

### Championnats du monde
- Lillehammer-Hafjell 2014
  -  Médaillé de bronze du cross country juniors
- Lenzerheide 2018
  - 10e du cross country espoirs
- Val di Sole 2021
  -  Médaillé de bronze du relais mixte
- Glasgow 2023
  - 9e du cross-country
- Pal Arinsal 2024
  - 7e du cross-country

### Coupe du monde
- Coupe du monde de cross-country espoirs
  - 2016 : 25e du classement général
  - 2018 : 20e du classement général

- Coupe du monde de cross-country élites
  - 2022 : 11e du classement général
  - 2023 : 4e du classement général
  - 2024 : 6e du classement général

- Coupe du monde de cross-country short-track
  - 2022 : 5e du classement général, vainqueur d'une manche
  - 2023 : 1er du classement général, vainqueur de trois manches
  - 2024 : 3e du classement général

### Championnats d'Europe
- 2014
  -  Médaillé d'argent du cross country juniors
- 2016
  - 9e du cross-country espoirs
- 2018
  - 4e du relais mixte
- 2021
  - 10e du cross-country
- 2022
  - 10e du cross-country
- Krynica-Zdrój 2023
  - 4e du cross-country

### Championnats d'Allemagne
- 2014
  -  Champion d'Allemagne de cross-country juniors
- 2020
  - 2e du cross-country marathon
- 2021
  -  Champion d'Allemagne de cross-country marathon
- 2022
  -  Champion d'Allemagne de cross-country short track
  - 2e du cross-country
- 2024
  -  Champion d'Allemagne de cross-country